# Hägersten-Älvsjö
Hägersten-Älvsjö est un des 11 districts de la ville de Stockholm en Suède,

## Description
Hägersten-Älvsjö est un quartier du sud-ouest de Stockholm.
C'est l'une des plus anciennes banlieues de Stockholm, avec une longue histoire industrielle et des usines.
Le district comprend les quartiers d'Aspudden, Fruängen, Gröndal, Herrängen, Hägersten, Hägerstensåsen, Liljeholmen, Liseberg, Långbro, Långsjö, Midsommarkransen, Mälarhöjden, Solberga, Västberga, Västertorp, Älvsjö et d'Örby Slott.
Hägersten-Älvsjö abrite 126 000 habitants dans 63 000 logements
Il  compte 25% de parcs et d'espaces naturels.
Il devrait avoir 147 000 habitants en 2040.
Hägersten-Älvsjö a été créé le 1er juillet 2020 lorsque les districts de Hägersten-Liljeholmen et d'Älvsjö ont fusionné conformément à la décision du conseil municipal du 20 avril 2020.